# Premierzy Mozambiku

## Lista premierów Mozambiku
| Osoba                                             | Osoba   | Osoba                               | Kadencja            | Kadencja            | Partia polityczna          |
| #                                                 | Portret | Imię i Nazwisko                     | Od                  | Do                  | Partia polityczna          |
| Kolonia                                           | Kolonia | Kolonia                             | Kolonia             | Kolonia             | Kolonia                    |
| ------------------------------------------------- | ------- | ----------------------------------- | ------------------- | ------------------- | -------------------------- |
| 1                                                 |         | Joaquim Chissano (1939–)            | 20 września 1974    | 25 czerwca 1975     | Front Wyzwolenia Mozambiku |
| Ludowa Republika Mozambiku                        |         |                                     |                     |                     |                            |
| urząd zniesiony (25 czerwca 1975 – 17 lipca 1986) |         |                                     |                     |                     |                            |
| 2                                                 |         | Mário da Graça Machungo (1940–2020) | 17 lipca 1986       | 1 grudnia 1990      | Front Wyzwolenia Mozambiku |
| Republika Mozambiku                               |         |                                     |                     |                     |                            |
| (2)                                               |         | Mário da Graça Machungo (1940–2020) | 1 grudnia 1990      | 16 grudnia 1994     | Front Wyzwolenia Mozambiku |
| 3                                                 |         | Pascoal Mocumbi (1941–2023)         | 16 grudnia 1994     | 17 lutego 2004      | Front Wyzwolenia Mozambiku |
| 4                                                 |         | Luisa Diogo (1958–)                 | 17 lutego 2004      | 16 stycznia 2010    | Front Wyzwolenia Mozambiku |
| 5                                                 |         | Aires Ali (1955–)                   | 16 stycznia 2010    | 8 października 2012 | Front Wyzwolenia Mozambiku |
| 6                                                 |         | Alberto Vaquina (1961–)             | 8 października 2012 | 17 stycznia 2015    | Front Wyzwolenia Mozambiku |
| 7                                                 |         | Carlos Agostinho do Rosário (1954–) | 17 stycznia 2015    | 3 marca 2022        | Front Wyzwolenia Mozambiku |
| 8                                                 |         | Adriano Maleiane (1949–)            | 3 marca 2022        | 14 stycznia 2025    | Front Wyzwolenia Mozambiku |
| 9                                                 |         | Maria Benvinda Levy (1969–)         | 17 stycznia 2025    | nadal               | Front Wyzwolenia Mozambiku |